# Vladislavsche Landesordnung
Als Vladislavsche Landesordnung (tschechisch Vladislavské zřízení zemské) wird die vom böhmischen König Vladislav II. am 11. März 1500 erlassene Landesordnung bezeichnet. Diese Ordnung regelte seitdem die wechselseitigen Rechte und Pflichten der böhmischen Stände und des Königs. Obwohl mehrfach überarbeitet bildete sie bis 1619 den Kern der Verfassung des böhmischen Ständestaates.
Die Vladislavsche Landesordnung war die erste klare Kodifizierung des böhmischen Landesrechts. Alle früheren Versuche, die bis ins 13. Jahrhundert zurück datieren und auch mit den Bemühungen Karl IV. um Bestätigung seines Gesetzbuches Maiestas Carolina verbunden sind, waren erfolglos.

## Historische Voraussetzungen und Entstehung
Anders als die Benennung vermuten lässt, ging die Initiative zum Erlass der Landesordnung des Jahres 1500 vom Herren- und vom Ritterstand des Königreichs Böhmen aus.
Nachdem das böhmische Königtum durch die Auseinandersetzungen mit den Hussiten in den 20er und 30er Jahren des 15. Jahrhunderts sehr geschwächt worden und der radikale Flügel der Hussiten in der Schlacht von Lipan vernichtet worden war, konnten die böhmischen Stände die Macht im Lande zum größten Teil in ihre Hände nehmen. Begünstigt wurde diese Entwicklung nicht zuletzt durch die Aufteilung des Kirchenguts während der hussitischen Revolution: Den größten Teil konnte sich der böhmische Adel, vor allem die bedeutenden Geschlechter aus dem Herrenstand, aneignen, während die Krone leer ausging. Der geistliche Stand war fortan auch nicht mehr im Landtag vertreten, der nun nur noch aus Herren, Rittern und königlichen Städten bestand.
Der Konflikt zwischen Utraquisten und Katholiken war auch nach Lipan nicht beigelegt und führte bis zum Kuttenberger Religionsfrieden von 1485 immer wieder zu bürgerkriegsartigen Kämpfen zwischen den Religionsparteien. Um sich in diesen unruhigen Zeiten auf dem Thron halten zu können, mussten die von den Ständen gewählten Könige Ladislaus Postumus (1443–1457), Georg von Podiebrad (1458–1471) und Vladislav (seit 1471) die Stände an der Regierung des Landes beteiligen. Der minderjährige Ladislaus war überhaupt ein Spielball des ständischen Ausschusses, der für ihn vormundschaftlich regierte. Der utraquistische König Georg musste ebenfalls seinen Standesgenossen, die ihn aus ihren Reihen gewählt hatten, zu Willen sein, weil er ihre Unterstützung im Krieg gegen die mit ausländischen Herrschern verbündete katholische Opposition brauchte. Gleiches gilt für Vladislav II., der diese Konflikte von Georg erbte. Die tatsächliche Macht im Königreich Böhmen ging daher mehr und mehr an die im Landtag versammelten Stände und an die so genannten Landesoffiziere über. Letztere waren die Inhaber der ehemaligen Kronämter (z. B. Oberstburggraf und Oberstkanzler), die immer mehr zu ständischen Ämtern geworden waren. Die Amtsträger aus den Reihen der Herren und der Ritter übten diese Ämter oft im Interesse ihrer Standesgenossen aus.
Im Zuge dieser Veränderungen entwickelte sich beim Adel ein neues politisches Selbstverständnis. Er sah sich mehr und mehr als die kollektive Verkörperung der Krone Böhmen und sah den König als obersten Amtsträger, der in seinem Auftrag regierte. Nachdem sich die politische Lage im letzten Jahrzehnt des 15. Jahrhunderts beruhigt hatte, war dem Adel daran gelegen, seine zur Gewohnheit gewordenen Rechte auch urkundlich festschreiben zu lassen. Aber auch der König hatte ein Interesse daran, dass die rechtlichen Beziehungen zwischen Krone und Ständen schriftlich festgehalten wurden.
Mit der Abfassung der Landesordnung beauftragte man vermutlich im Jahr 1497 den juristisch gebildeten Ritter Albrecht Rendl von Uschau, der das Amt eines königlichen Kammerprokurators versah. Rendl von Uschau sammelte die relevanten Rechtstexte aus den Landtafeln und anderen Archiven und legte einen über 500 Artikel umfassenden Entwurf der Landesordnung vor. An der Redaktion waren auch Peter von Sternberg auf Léštno und Zdeněk von Sternberg auf Zbiroh aus dem Herrenstand beteiligt. Etwa zur Jahreswende 1499/1500 war der Entwurf fertig.

## Annahme der Landesordnung
Die 554 Artikel der Vladislavschen Landesordnung wurden im März 1500 auf dem Landtag verhandelt und in den Landtagsschluss vom 11. des Monats aufgenommen. Damit war die Ordnung sowohl vom König als auch von den Ständen akzeptiert. Gesetzeskraft erlangte sie durch die Eintragung in die Landtafeln am 24. Februar 1502.
Durch ihr Zustandekommen lässt sich die Landesordnung als ein zwischen dem König auf der einen sowie den Herren und Rittern auf der anderen Seite geschlossener Verfassungsvertrag charakterisieren.
Die von einer aus Vertretern beider Adelsstände gebildeten Kommission ausgearbeitete und vom König und Landtag ohne Mitwirkung der Städte verabschiedete Landesordnung avancierte zum Grundgesetz der Ständeherrschaft, zu einer Art böhmischer Magna Charta, die freilich, wie die politische Entwicklung der folgenden Jahrzehnte verdeutlicht, neue Interessenkonflikte zwischen Adel und Städten aufbeschwor.

## Inhalt
In weiten Teilen handelt es sich beim Inhalt der Vladislavschen Landesordnung um eine Sammlung älterer Privilegien des Adels. Sie wurden aber durch die Redaktion präzisiert, in neue Zusammenhänge gestellt und in ihrem Geltungsbereich erweitert. Wurden die Gewohnheitsrechte des Adels großzügig berücksichtigt, drängte man die nicht verbrieften städtischen Rechte zurück.
Die Landesordnung bestätigte dem Adel umfassend die Herrschaftsrechte auf seinen Gütern, ohne dass sich die Krone irgendwie einmischen durfte. Abgesehen von wenigen Lehen in den Randgebieten des Königreichs hatte der König auch keinen Einfluss auf die Weitergabe der Güter, sei es durch Vererbung, Verpfändung oder Verkauf.
Der König hatte weiter anzuerkennen, dass Herren und Ritter nach ihrem eigenen Recht lebten und Rechtsstreitigkeiten nur vor ihren Gerichten, die mit den eigenen Standesgenossen besetzt waren, austragen mussten. Kein Adliger durfte vor das königliche Gericht zitiert werden. Dasselbe galt für die adligen Untertanen, wenn nicht der Grundherr zustimmte. (Eine Ausnahme galt nur, wenn ein Untertan des Adels bei einer Straftat in den königlichen Städten oder Burgen auf frischer Tat ertappt wurde.) Damit war das ständische Landrecht als oberstes Gericht des Königreichs mit allumfassenden Kompetenzen anerkannt. Das königliche Gericht war nurmehr Appellationsinstanz für die städtischen Gerichte.
Die rechtliche Autonomie des Adels ging sogar so weit, dass sich Herren- und Ritterstand auf dem Landtag eigenmächtig neue Gesetze geben konnten, soweit sie nur die eigenen Angelegenheiten betrafen. Die königlichen Städte als dritter Stand durften nur an den Beratungen und Beschlüssen mitwirken, wenn auch sie davon betroffen waren. Die Städte, insbesondere die drei Prager Stadtgemeinden, die Mitte des 15. Jahrhunderts viel Macht und Einfluss gewonnen hatten, wurden mit der Vladislavschen Landesordnung erfolgreich in ihren Rechten beschnitten:

„Es wurde überhaupt zu Recht erkannt, daß die Herren und Ritter, was in diesen Büchern oben geschrieben steht, als Gesetz anerkannt und bestätigt haben, und daß daran von keinem Menschen ohne Zustimmung des Herren- und Ritterstandes nichts geändert werden solle. Denn der Herren- und Ritterstand hatte von jeher die Macht und Freiheit, seine Gesetze zu mehren oder zu mindern. Und auch dermal behalten sich die beiden Stände diese Freiheit bevor. Es mögen sich die beiden Stände über was immer auf dem allgemeinen Landtage vereinbaren, so werden sie es kraft ihres Rechtes zu mehren oder zu mindern vermögen. Und ebenso auch in Betreff des Landesrechtes oder der andern Gerichtsstellen. Worüber sie sich vereinbaren würden, das könnten sie als Gesetz festsetzen, erweitern oder beschränken wie es von Alters her war. Was jedoch in den obigen Büchern geschrieben stände und den Bürgerstand betrafe und womit dieser bei manchem Artikel behilflich zu sein hätte, das solle ohne Zustimmung des dritten Standes nicht gemehrt und nicht gemindert werden.“

Nicht nur die Bewilligung, sondern auch die Erhebung und Verwaltung der Steuern blieb ganz den Ständen überlassen. Das Vermögen und die Einkünfte des Adels waren dabei grundsätzlich steuerfrei.
Die Ordnung regelte auch die Besetzung der Landesämter. Jedes einzelne Amt wurde entweder den Herren oder den Rittern zugesprochen. Der König konnte bei der Besetzung zwar über die jeweilige Person entscheiden, war aber an die ständischen Grenzen gebunden. Insbesondere die Herren, ein oligarchischer Verband aus kaum drei Dutzend Familien, konnten in der Praxis die Auswahl der Landesoffiziere entscheidend beeinflussen.
Bedeutsam war ferner, dass bei Abwesenheit des Herrschers und während des Interregnums eine aus den Landesoffizieren gebildete ständische Regierung die Regentschaft zu übernehmen hatte. Da sich Vladislav II. und sein Sohn und Nachfolger Ludwig zumeist in Ungarn aufhielten, beutete dies, dass in Prag zumeist eine kleine Gruppe aus dem Herrenstand das Sagen hatte.
Das Urteil gegen Dalibor von Kozojedy vom Jahr 1498 ging 1500 als Präzedenzfall in die Vladislavsche Landesordnung (Artikel 415) ein.

## Ergänzung durch den St.-Wenzelsvertrag (1517)
Mit der Veröffentlichung der Landesordnung im Jahre 1500 und ihrer Bestätigung durch König Vladislav 1502 entbrannte der Kampf um ihre Durchsetzung, da dem Städtestand das Recht zur gleichrangigen Teilnahme am Landtag vorenthalten wurde. Der sich daraus ergebende politische Konflikt führte nicht nur zur Ablehnung der Verbindlichkeit des neuen Gesetzeswerkes durch die Bewohner der königlichen Städte, sondern löste auch einen gefährlichen Machtkonflikt aus, der militärisch zu eskalieren drohte.
Das Ende des städtischen Widerstandes gegen die neue Kodifikation und die Abschwächung des Konfliktes mit den höheren Ständen geschah erst 1517, als der kurz nach dem Regierungsantritt des neuen Herrschers Ludwig 1517 am Wenzelstage geschlossen wurde. Die Städte bemühten sich außerdem darum, sich wirtschaftliche Rechte und Errungenschaften bestätigen zu lassen: es wurde die Freiheit des Marktes (Marktprivilegien) bestätigt, aber der Adel erhielt im Gegenzug das Recht, Bier zu brauen. Weitere Artikel des Vertrages beschäftigten sich vorrangig mit dem Gerichtswesen und Prozessrecht. Das einheitliche Vorgehen auf politischem und militärischem Gebiet erbrachte dem Städten eine rechtsgültige Vertretung beim böhmischen Landtag. Der St.-Wenzelstagsvertrag zugunsten der Städte rektifizierte die Wladislawsche Landesordnung. Der Vertrag beruhigte für kurze Zeit das aufgebrachte Verhältnis in den böhmischen Ländern – den Streit zwischen Adel und Städten, die immer den letzten Stand darstellten.

## Weitere Entwicklung
Bis zum Tod König Ludwigs im Jahre (1526) konnten sich Herren und Ritter unangefochten ihrer Privilegien erfreuen. Und auch den gewählten Nachfolger Ferdinand I. von Habsburg ließ eine ständische Delegation in Wien schwören, dass er die Vladislavsche Landesordnung und alle Privilegien der Stände achten werde, ehe sie ihn zur Krönung nach Prag einluden. Anlässlich der Begrüßung des neuerwählten Herrschers Ferdinand I. wurde die Wladislawsche Landesordnung von dem Humanisten Roderich Doubrawsky von Doubrava ins Lateinische übertragen und als ein Dokument der ständischen Rechte überreicht. Ferdinand aber, der im frühabsolutistischen Spanien erzogen worden war, fand sich mit den Beschränkungen, die dem böhmischen König auferlegt waren, nicht so ohne weiteres ab. Zunächst suchte er seinen Handlungsspielraum zu erweitern, indem er die Kreisversammlungen der Ritterschaft verbot, die waren in der Landesordnung nicht erwähnt, und neue Behörden neben die Landesoffiziere stellte.
1530 kam es zu einer Überarbeitung der Landesordnung, die ein vom König und vom Landtag beschickter Ausschuss in beiderseitigem Einvernehmen vornahm. Substanziell änderte sich dabei nichts. Die Niederschlagung des böhmischen Ständeaufstands von 1547 führte zu einer vorläufigen Aufhebung der Vladislavschen Landesordnung. Persönlich betraf dies aber nur die adligen Teilnehmer, die vor das königliche Gericht zitiert wurden, und den Städtestand als Ganzes. 1550 wurde die zweite Überarbeitung der Landesordnung angenommen, die Herren und Ritter als Korporationen in allen alten Rechten bestätigte. Die königlichen Städte jedoch verloren ihre Mitwirkungsrechte auf dem Landtag fast ganz. Den Adel freute dies eher, konnte er doch nun Handwerk und Handel in seinen Mediatstädten freier entwickeln. Die letzte Erneuerung der Vladislavschen Landesordnung erfolgte 1564. Wiederum änderte sich wenig. Allerdings wurde jetzt bei der Gesetzgebung durch Herren und Ritter ausdrücklich verlangt, dass der König seine Zustimmung erteilt. Dies ist zumindest ein Zeichen für das Wiedererstarken der monarchischen Gewalt unter Ferdinand I. Freilich hatte diese Einfügung in den folgenden Jahrzehnten keine Bedeutung, weil die Habsburger-Herrscher auf die Steuerbewilligungen der Stände unbedingt angewiesen und deshalb im Austausch oft gezwungen waren, den Wünschen der Stände nachzugeben.
In den übrigen Ländern der Krone Böhmen gab es im 16. Jahrhundert zwar auch Landesordnungen, die aber nur in Mähren verfassungsrechtliche Fragen behandelten. Die Ordnungen der Oberlausitz enthielten hauptsächlich Vorschriften für die Untertanen. Hinzu kamen einige Bestimmungen über den Landtag. Verfassungscharakter hatte dagegen die von Ferdinand I. 1561 für die Oberlausitzer Stände erlassene Abhandlung.